# Lamba
Lamba és una localitat situada al sud de l'illa d'Eysturoy, a les illes Fèroe. Forma part del municipi de Runavík. L'1 de gener del 2021 tenia 166 habitants.

## Geografia
Les cases de Lamba s'estenen d'est a oest pel corredor que connecta la costa est del fiord Skálafjørður i la badia de Lamba (Lambavík). Pel cantó del fiord Lamba forma part d'una gran aglomeració urbana de 10 km d'extensió al llarg de la costa amb els pobles següents: Runavík, Rituvík, Skipanes, Søldarfjørður, Glyvrar, Saltangará i Lambareiði.
Hi ha una ruta de senderisme marcada pintoresca que va de Lamba fins a Rituvík. El recorregut es pot fer en aproximadament 2 hores.

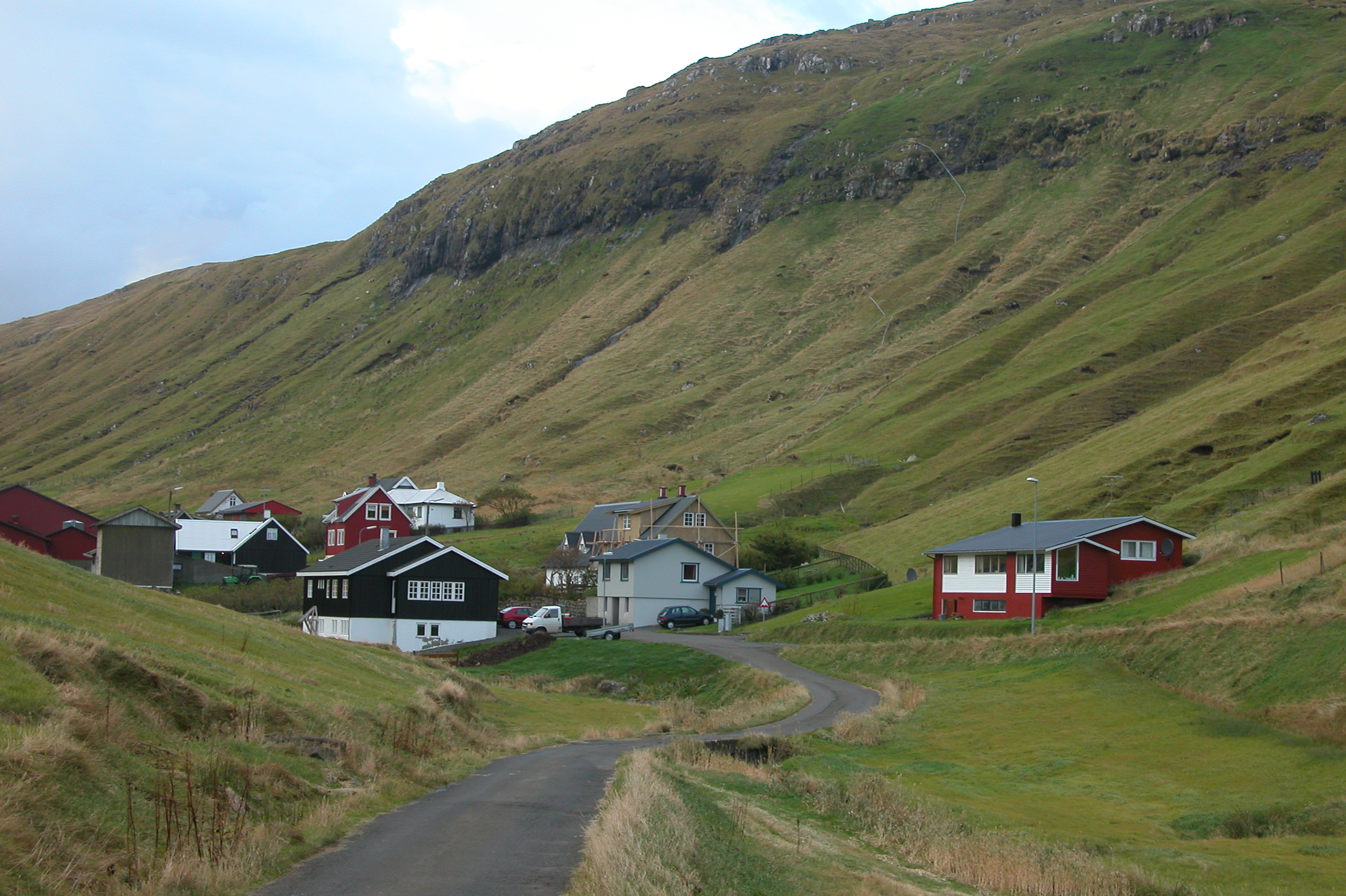
Lamba.

## Història
El seu nom prové del nòrdic antic Lamb-hagi, que significa "prat dels xais".
Lamba és un antic poble camperol esmentat per primera vegada al document del segle xiv anomenat Hundabrævið, la Carta dels Gossos, un codi legal que pretenia regular la tinença de gossos a l'arxipèlag. Tanmateix es considera un assentament que ja existia en èpoques més antigues.

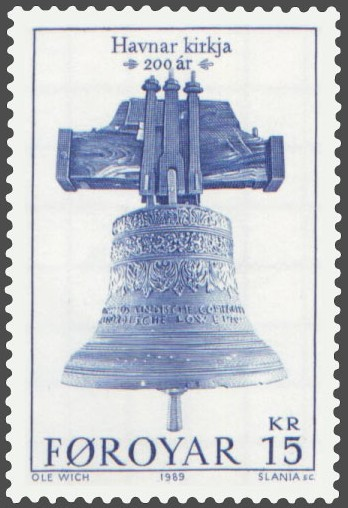
Campana, avui a la catedral de Tórshavn.

El cap d'any de 1707, el vaixell mercant danès Norske Løve es va enfonsar a la badia de Lamba. La campana de la nau es troba avui a la catedral de Tórshavn. Des de fa anys, molts submarinistes han estat buscant el vaixell sense trobar res d'interessant; es diu que el vaixell portava un tresor a bord.
El nom oficial del poble va ser Lambi fins al 2011, quan el Comitè de toponímia (el Staðarnavnanevndin) va decidir de canviar-lo pel de Lamba. El motiu del canvi va ser una petició popular, ja que Lamba era la manera habitual d'anomenar-lo des de feia molts anys. Aquell mateix any, també es van rebatejar cinc localitats feroeses més. El gener de 2011, Landsverk (la Direcció de Carreteres de les Illes Fèroe) va començar el canvi de rètols amb les noves nomenclatures.
Al port hi ha una roca enorme que ningú no gosa treure perquè es diu que hi viu un "huldufólk", una raça d'elfs o fades de la tradició feroesa. La creença diu que és ferotge si se'l pertorba.